# Campeonato salvadoreño 1980-81
El Campeonato salvadoreño 1980-81 fue la trigésima edición de la Primera División de El Salvador. El campeón fue el Atlético Marte, consiguiendo su sexto título.

## Formato de competición

### Fase regular
Los once clubes disputan el campeonato bajo un sistema de todos contra todos, a dos vueltas. La ubicación en la tablas, está sujeta a las siguientes condiciones:
- Por juego ganado se obtendrán dos puntos.
- Por juego empatado se obtendrá un punto.
- Por juego perdido no se otorgan puntos.

El orden de los clubes al final de la fase corresponderá a la suma de los puntos obtenidos por cada uno de ellos.
El descenso a Segunda División corresponde a los dos equipos que acumulen la menor cantidad de puntos, y que por ende finalicen en los últimos lugares. Si al finalizar las 20 jornadas, dos o más clubes estuviesen empatados en puntos, su posición en la tabla será determinada atendiendo a los siguientes criterios de desempate:
1. Mejor diferencia entre los goles anotados y recibidos.
2. Mayor número de goles anotados.

### Fase final
Consiste en una eliminación directa a dos partidos entre los cuatro clubes mejor clasificados del torneo regular de la forma:
- Primer lugar vs. Cuarto Lugar.
- Segundo lugar vs. Tercer lugar.

Clasifican los ganadores de cada serie a la final, que se realiza a dos partidos en campo neutral - siendo el Estadio Cuscatlán -. Las semifinal y final se definen por puntos obtenidos y en caso de empate de puntos, se jugará un tercer partido y si persiste el resultado, se definirá por tiros desde el punto penal.

## Ascensos y descensos
| Ascendido de la Segunda División 1979-80 |
| ---------------------------------------- |
| Once Lobos                               |

| Descendidos en el Campeonato salvadoreño 1979-80 |
| ------------------------------------------------ |
| Universidad Once Municipal                       |

## Equipos participantes
| Club               | Ciudad            | Departamento |
| ------------------ | ----------------- | ------------ |
| Águila             | San Miguel        | San Miguel   |
| Alianza            | San Salvador      | San Salvador |
| Atlético Marte     | San Salvador      | San Salvador |
| Chalatenango       | Chalatenango      | Chalatenango |
| Dragón             | San Miguel        | San Miguel   |
| FAS                | Santa Ana         | Santa Ana    |
| Independiente      | San Vicente       | San Vicente  |
| Luis Ángel Firpo   | Usulután          | Usulután     |
| Once Lobos         | Chalchuapa        | Chalchuapa   |
| Platense Municipal | Zacatecoluca      | La Paz       |
| Santiagueño        | Santiago de María | Usulután     |

## Fase regular
| Pos. | Equipo             | Pts. | PJ | G  | E | P  | GF | GC | Dif. | Clasificación                      |
| ---- | ------------------ | ---- | -- | -- | - | -- | -- | -- | ---- | ---------------------------------- |
| 1    | Santiagueño        | 26   | 20 | 12 | 2 | 6  | 51 | 25 | +26  | Fase final y Copa Fraternidad 1981 |
| 2    | Atlético Marte     | 26   | 20 | 10 | 6 | 4  | 42 | 24 | +18  | Fase final y Copa Fraternidad 1981 |
| 3    | Alianza            | 24   | 20 | 10 | 4 | 6  | 39 | 26 | +13  | Fase final y Copa Fraternidad 1981 |
| 4    | Águila             | 24   | 20 | 8  | 8 | 4  | 31 | 25 | +6   | Fase final y Copa Fraternidad 1981 |
| 5    | Luis Ángel Firpo   | 24   | 20 | 9  | 6 | 5  | 28 | 28 | 0    |                                    |
| 6    | FAS                | 23   | 20 | 9  | 5 | 6  | 38 | 26 | +12  |                                    |
| 7    | Independiente      | 21   | 20 | 8  | 5 | 7  | 28 | 24 | +4   |                                    |
| 8    | Chalatenango       | 20   | 20 | 6  | 8 | 6  | 29 | 27 | +2   |                                    |
| 9    | Once Lobos         | 16   | 20 | 5  | 6 | 9  | 20 | 33 | −13  |                                    |
| 10   | Platense Municipal | 9    | 20 | 3  | 3 | 14 | 23 | 54 | −31  | Descenso de categoría              |
| 11   | Dragón             | 7    | 20 | 3  | 1 | 16 | 23 | 60 | −37  | Descenso de categoría              |

 Fuente: RSSSF

## Fase final
|  | Semifinales    | Semifinales    | Semifinales | Semifinales | Semifinales |   |                | Final          | Final | Final | Final | Final |
|  |                |                |             |             |             |   |                |                |       |       |       |       |
|  | Atlético Marte | Atlético Marte | 3           | 1           | 4           |   |                |                |       |       |       |       |
|  | Alianza        | Alianza        | 2           | 3           | 5           |   |                |                |       |       |       |       |
|  |                |                |             |             |             |   | Atlético Marte | Atlético Marte | 2     | 3     | 5     |       |
|  |                | Santiagueño    | Santiagueño | 1           | 1           | 2 |                |                |       |       |       |       |
|  | Águila         | Águila         | 2           | 0           | 2           |   |                |                |       |       |       |       |
|  | Santiagueño    | Santiagueño    | 2           | 1           | 3           |   |                |                |       |       |       |       |

### Final
| 29 de diciembre de 1980 | Santiagueño | 1:2 (1:2) | Atlético Marte  | Estadio Cuscatlán, San Salvador |  |
|                         | Osorto 38'  |           | González 4, 36' |                                 |  |

| 18 de enero de 1981 | Atlético Marte                         | 3:1 | Santiagueño  | Estadio Cuscatlán, San Salvador |  |
|                     | Ragazzone 42' · Blanco 45' · Huezo 70' |     | Escamilla ?' |                                 |  |

| Campeón                  |
| Atlético Marte 6° Título |